# Трохимчук Степан Климентійович
Степан Климентійович Трохимчук (псевдо: «Недоля», «Кирея»; нар. 1909, с. Тучин, нині Рівненський район, Рівненська область — † 4 січня 1945, Рівне) — український військовик, сотенний (березень—9 жовтня 1944) та курінний УПА (9 жовтня—16 червня 1944).

## Бойовий шлях
Народився майбутній курінний у 1914 році на берегах Горині, у с. Тучин (тепер Гощанський район, Рівненська область). У юнацькі роки був активним учасником місцевого осередку освіти та «Пласту».

### Служба у Війську Польському. Служба в легіоні «Роланд»
У 1939 році він був мобілізований до Війська Польського, брав участь у польсько-німецькій війні 1939 р. В польській армії отримав чин капрала. Невдовзі опинився в німецькому полоні. Там налагодив зв'язки з членами ОУН і вступив у її лави. Трохимчука посилають у школу командирів у Мюнхен..
У 1941, за кілька днів після початку німецько-радянської війни, був зачислений до складу створеного 25 лютого 1941 року, за санкцією начальника абверу В. Канаріса, легіону «Роланд». С. Трохимчук опиняється у таборі Заубердорф (біля Відня) наприкінці червня. 24 липня німецьке командування вирішило використати українську частину в прифронтовій смузі. Легіон відправили в район м. Дубоссари (Молдова), де він і знаходився до початку серпня. Саме тоді легіон неочікувано роззброюють, розформовують, а більшу частину особового складу відправляють назад до Зауберсдорфа. Причиною такої різкої переміни у ставленні німецького командування до українського формування сам С. Трохимчук називає конфронтацію між С. Бандерою та німецькою окупаційною владою.

### Боротьба в УПА проти німців
Після розформування, Степану Трохимчуку вдається втекти в Україну. Він повертається на рідну Рівненщину, де відновлює зв'язки з ОУН (б). Наприкінці 1942 року, з посиленням режиму німецькою окупаційною владою, починає ряд заходів зі створення загонів народної самооборони, що згодом стане основою для розгортання на її базі сотні УПА. Загін досить швидко набирав у кількості, адже Тучин, де провадив свою діяльність Трохимчук (тепер уже під псевдо «Недоля»), мав досвід організованого тут улітку цього ж року загону УНРА керівником ОУН (б) на Волині В. Робітницьким. Згодом, курінь «Недолі» носитиме ім'я саме цього видатного підпільника.
24 березня 1943 року сотня «Недолі» вкупі з сотнями «Жука» (сотенний Бричко Йосип), «Очмани» (сотенний Шевчук Дмитро Несторович) та «Клена» (сотенний Новак Григорій Онисимович), всього чисельністю близько 200 бійців УПА, здійснили відчайдушний напад на німецький концтабір Осада Креховецька й звільнили 176 в'язнів концтабору. Концтабір знаходився у селі Нова Українка (сучасна назва) Рівненського району й охоронявся німцями та поляками.
Наприкінці серпня 1943 С. Трохимчук за домовленістю з вартою вивозить із німецьких складів зброю, що розміщувалася в селі Городище (Рівненський район): чотири підводи гвинтівок та одну підводу боєприпасів до них. Перед жнивами в Тучині спалюється будинок крейсляндвітра разом з документацією на відправку населення у Німеччину та на здачу продуктів. Після цього нападу гітлерівці, у відповідь, розстріляли родину Кликів в Тучині — п'ять осіб.. Через короткий час відділ «Недолі» роззброїв німців (близько 15 осіб) у бункері в містечку Тучин. Бою і жертв не було. Масштаби впливу С. Трохимчука на ситуацію в Тучинському районі можна відтворити за спогадами очевидця: «Недолі», на противагу німецькій, удалось організувати свою адміністративно-господарську владу.
У вересні 1943 року, Організаційно-мобілізаційна референтура Рівненського військового надрайону призначає «Недолю» на пост курінного командира в теренових сотнях Тучинського району, з правом створити курінний штаб і керувати майбутніми акціями повстанців.
Активність та нахабність курінного Трохимчука під самим носом у рейхскомісара Е. Коха, штаб якого знаходився у м. Рівному, сусідньому з Тучинським районом, безумовно дратувала нацистів. Тому у грудні, за свідченнями розвідки УПА, в Тучинський район стягнули близько 2000 німців, очевидно для облави на ліс.
Плани перекреслила зміна ситуації на фронті, де ініціатива повністю прейшла до СРСР. На території України на захід від Дніпра було проведено 10 самостійних наступальних операцій Червоної армії. «Недоля» вміло скористався передислокацією німецьких військ на фронт та ослабленням нацистів на місцях і завдав відступаючим прощального удару: сотенний вкотре напав на містечко Тучин на початку січня; повстанцям вдалося забрати награбовану німцями худобу, а також борошна із місцевого млина.

### Боротьба в УПА проти радянської влади
«Недоля» наприкінці січня 1944 р. отримав наказ від надрайонного керівництва ОУН розпустити свою сотню на період проходження німецько-радянського фронту, а самому перейти у підпілля. Ця вказівка була ним виконана.
27 січня Червона армія розпочала Луцько-Рівненську наступальну операцію, що тривала до 11 лютого 1944 року. За її результатом, військам Вермахту було завдано нищівної поразки. Волинь знову опинилася в лабетах радянської влади. Для «Недолі», як і для УПА в цілому, звільнення Червоною армією України, зокрема і Волині, означало лише зміну однієї окупаційної влади на іншу. Поява нового ворога диктувала нові правила боротьби.
У звільнених у 1944 р. від німців районах розпочато цілу низку заходів для поповнення лав Червоної армії. Разом з поповненням радянських збройних сил ставилося завдання позбавити УПА можливості залучати необхідні людські резерви для власних цілей. Знало радянське керівництво і про проведення мобілізації чоловічого населення Волині у лави УПА ще до приходу Червоної армії. Обставини вимагали від «Лісової армії» рішучих дій у відповідь. Керівництво військової округи «Богун» вдається до повторної форсованої мобілізації.
Після того як фронт перетнув річку Горинь, «Недоля» отримав наказ негайно приступати до організації куреня шляхом збору всіх осіб, що мають військову підготовку. Курінь, що мав слугувати резервом для основних частин УПА, отримав кодову назву «Загін імені Робітницького» та був прикріплений до ВО «Заграва».
Діяльність як керівник новоствореного куреня «Недоля» починає з притаманною йому рішучістю. 9-10 лютого 1944 року було зупинено та розігнано дві мобілізаційні колони, що слідували на формувальний пункт, а 14 лютого Трохимчук знову здійснює напад на Тучин. Цього разу було закидано гранатами та обстріляно районні відділи НКВД і НКГБ, а також РК КП(б)У. За повстанцями «Недолі» почалося справжнє полювання. У березні, у район Пустомитського лісу (неподалік Тучина), де в той час дислокувався курінь, було кинуто частини регулярної армії, а також залучено радянських партизанів, які чудово володіли особливостями тактики ведення лісової війни.
У березні-квітні 1944 «Недолі» підлягали сотні В. Ботана («Квітка»), Д. Шевчука («Очмана»), «Левадного», кавалерійська сотня В. Кирика-Петрука («Деркач»), відділ «Хмари», старшинська школа «Свища», загалом чисельністю до 500 чоловік.
Весна проходила у постійних зіткненнях з більшовиками. Під час однієї з таких операцій ВВ НКВД за участю частин ЧА, десь в середині квітня 1944 р., повстанці зазнали значних втрат, курінь розпався на окремі сотні.
Наприкінці квітня, загін «Недолі» чисельністю 280 чоловік за наказом командира УПА-Північ Дмитра Клячківського переведено з групи ВО «Заграва» до групи ВО «Тютюнник». С. Трохимчук був призначений командиром з'єднання «Хмельницький».
1 травня С. Трохимчук одержав наказ продовжити мобілізацію і приготовити курінь до відходу в інший терен. Під час виконання цього наказу курінь був захоплений великою акцією «чистки» більшовиків в Тучинському районі. В результаті курінь був розсіяний і відновити його не вдалось. Сам «Недоля» опинився у руках НКВС.
Степан Трофимчук-«Недоля» був захоплений у полон оперативною групою НКВС 16 червня 1944 року в с. Малятин Тучинського району.

## Загибель і пам'ять
Слідчі допити проводились у Рівному, а потім у Києві до кінця 1944 року. Присудили до страти через повішення. Показова страта членів ОУН та УПА, серед яких був і Трохимчук Степан («Недоля») здійснена 4 січня 1945 на центральній площі (нині — площа Театральна) в Рівному. У Рівному на Театральній площі в 1997 встановлений пам'ятний знак з написом «Тут, на цьому місці, 4 січня 1945 року органами НКВС було страчено славетних бійців за честь і волю України — вояків Української Повстанської Армії…». У списку імен Трохимчук Степан Климентійович.